# Nijō Morotsugu
Nijō Morotsugu (二条 師嗣?   1356 - 1400) fue un kugyō (cortesano japonés de alta categoría) que vivió durante el período Muromachi. Fue miembro de la familia Nijō (derivada del clan Fujiwara e hijo de Nijō Yoshimoto.

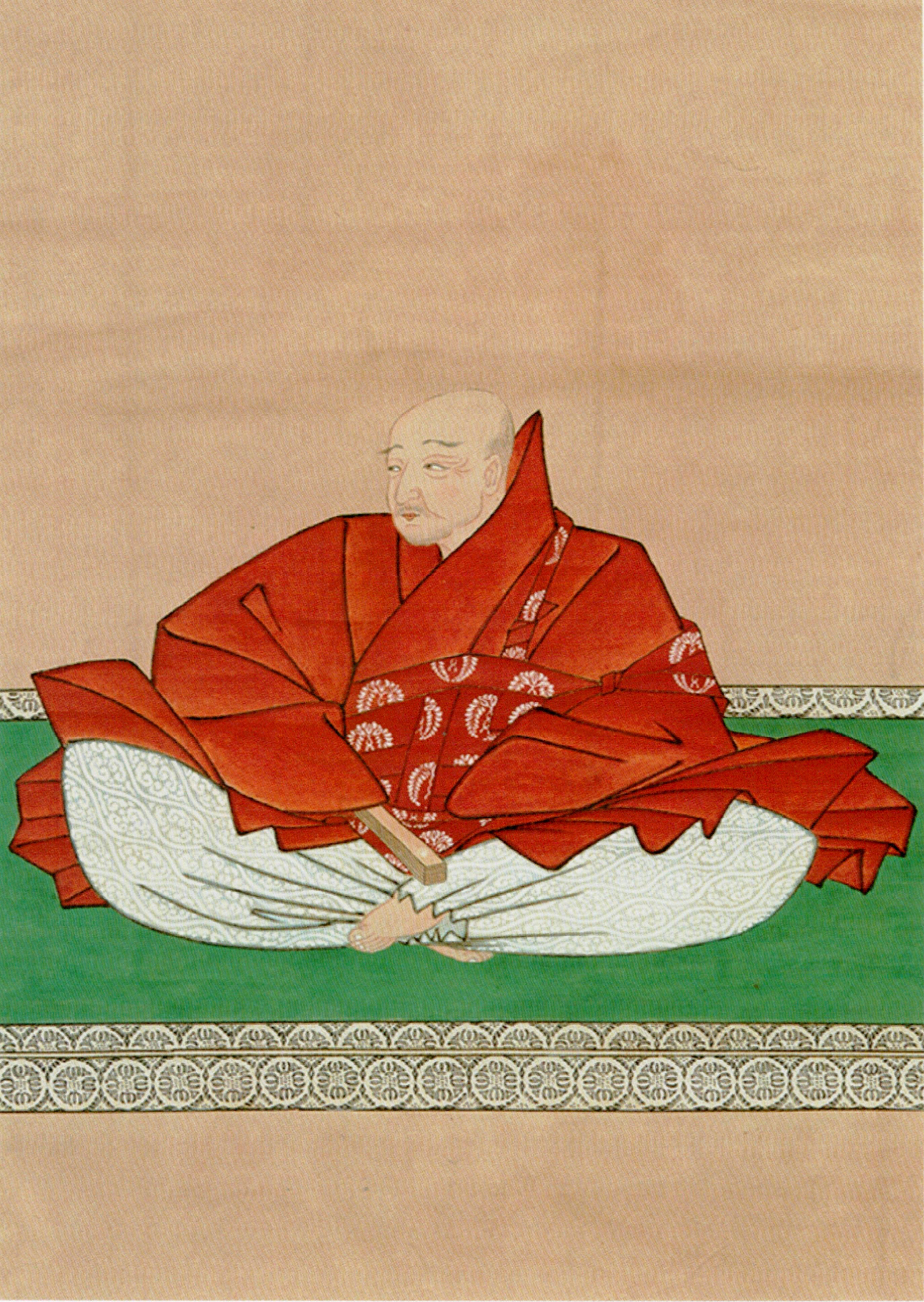
Ilustración de Nijō Morotsugu

Ingresó a la corte imperial con el rango shōgoi inferior en 1366, ascendido en 1367 a los rango jushii inferior y shōshii inferior. En 1368 ascendió al rango jusanmi y nombrado gonchūnagon, y en 1369 fue promovido al rango shōsanmi. Hacia 1371 fue nombrado gondainagon y ascendido al rango junii. Finalmente en 1373 fue promovido al rango shōnii.
Posteriormente fue designado udaijin (1375-1378) y promovido a sadaijin (1378-1382). En 1379 fue elevado al rango juichii. Luego fungió como kanpaku (regente) por tres períodos: entre 1379 y 1382 como regente del Emperador Go-En'yū de la Corte del Norte, entre 1388 y 1394 como regente del Emperador Go-Komatsu (emperador de la Corte del Norte hasta 1392, cuando ambas cortes se reunificaron), y luego entre 1398 y 1399 nuevamente como regente del Emperador Go-Komatsu.
En 1399 abandonó su vida como cortesano y se convirtió en monje budista (shukke) hasta su fallecimiento. Fue padre de los regentes Nijō Mitsumoto y Nijō Motonori.